# Nhã Lãng A
Nhã Lãng A (tiếng Mãn: ᠶᠠᠯᠠᠩᡤᠠ, Möllendorff: Yalangga, tiếng Trung: 雅朗阿; 16 tháng 7 năm 1733 – 2 tháng 1 năm 1795) là một hoàng thân của nhà Thanh trong lịch sử Trung Quốc, người thừa kế 1 trong 12 tước vị Thiết mạo tử vương.

## Cuộc đời
Nhã Lãng A sinh vào giờ Mẹo, ngày 6 tháng 6 (âm lịch) năm Ung Chính thứ 11 (1733), trong gia tộc Ái Tân Giác La. Ông là con trai thứ mười của nhàn tản tông thất Nột Thanh Ngạch (訥清額), mẹ ông là trắc thất Thư Mục Lộc thị (舒穆祿氏). Cha ông là con trai duy nhất của Bình Quận vương Nột Nhĩ Đồ. Tháng 10 năm Càn Long thứ 16 (1751), ông được ấm phong làm Tam đẳng Thị vệ, đến tháng 2 năm thứ 25 (1760) thì bị hàng xuống Tứ đẳng Thị vệ. Năm thứ 26 (1761), ông lần lượt nhậm chức Phó Đô thống Mông Cổ Tương Hồng kỳ và Ô Lý Nhã Tô Đài Tham tán đại thần (乌里雅苏台叅赞大臣) vào tháng 7 và tháng 9. Đến tháng 8 năm thứ 27 (1762) thì ông được điều làm Phó Đô thống Mãn Châu Tương Hồng kỳ. 1 năm sau ông lại được điều làm Khoa Bố Đa Tham tán đại thần (科布多參贊大臣). Trong hai năm liên tiếp 1766 và 1777, ông liên tiếp nhậm chức Phó Đô thống Thành Đô và Tướng quân Kinh Châu. Đến tháng 11 năm 1770, ông phạm lỗi mà bị hàng 3 cấp, điều đến Khố Nhĩ Khách Lạt Ô Tô (库尔喀喇乌苏) làm việc.
Tháng 12 năm thứ 39 (1774), ông được điều về Thịnh Kinh làm Phó Đô thống; sau một năm thì chuyển đến Hắc Long Giang. Năm thứ 41 (1776), ông được phong làm Tuy Viễn thành Tướng quân. Năm thứ 44 (1779), Khắc Cần Lương Quận vương Khánh Hằng qua đời, ông được triều đình chọn làm người thừa kế tước vị Khắc Cần Quận vương đời thứ 10. Cũng theo đó mà cha ông được truy phong làm Khắc Cần Quận vương. Tháng 9 năm thứ 45 (1780), ông được giao quản lý Tương Lam kỳ Giác La học đồng thời nhậm chức Hữu Tông chính của Tông nhân phủ. Liên tiếp nhiều năm ông được bổ nhiệm và giữ quyền Đô thống của Hán quân Chính Bạch kỳ, Mãn Châu Tương Hồng kỳ và Mãn Châu Chính Hoàng kỳ. Đến tháng 11 năm 1786, ông trở thành Ngọc điệp quán Tổng tài, chịu trách nhiệm biên soạn gia phả của hoàng tộc nhà Thanh. Tháng 12 năm Càn Long thứ 59 (1794), ông qua đời, thọ 62 tuổi, được truy thụy Khắc Cần Trang Quận vương (克勤莊郡王).

## Gia quyến

### Thê thiếp
- Đích Phúc tấn: Qua Nhĩ Giai thị (瓜爾佳氏), con gái của Tá lĩnh Vĩnh Thanh (永清).
- Trắc Phúc tấn: Trương Giai thị (張佳氏), con gái của Cát Nhĩ Mã (噶尔玛).

### Con trai
1. Hằng Địch (恆廸, 1749 – 1751), mẹ là Đích Phúc tấn Qua Nhĩ Giai thị. Chết yểu.
2. Hằng Nguyên (恆元, 1750 – 1789), mẹ là Đích Phúc tấn Qua Nhĩ Giai thị. Được phong làm Tam đẳng Thị vệ (1781). Năm 1799 được truy phong làm Khắc Cần Quận vương. Có ba con trai.
3. Hằng Cẩn (恆謹; 1761 – 1803), mẹ là Trắc Phúc tấn Trương Giai thị. Năm 1795 được thế tập tước vị Khắc Cần Quận vương. Năm 1799 bị đoạt tước. Sau được phong Bất nhập Bát phân Phụ quốc công (1802). Có hai con trai.
4. Hằng Tiết (恆節, 1771 – 1820), mẹ là Trắc Phúc tấn Trương Giai thị. Được phong làm Tam đẳng Trấn quốc Tướng quân (三等鎮國將軍). Có hai con trai.